# Giovanni Palmieri dos Santos
Giovanni Palmieri dos Santos, noto semplicemente come Giovanni (Santos, 23 giugno 1989), è un ex calciatore brasiliano, di ruolo difensore.

## Biografia
È il fratello di Emerson Palmieri, anch'egli calciatore professionista.

## Caratteristiche tecniche
Viene impiegato come terzino sinistro.

## Carriera
Giovanni ha cominciato la carriera con la maglia del Noroeste. È stato poi ingaggiato dal Botafogo-SP, squadra che nel mese di maggio 2013 lo ha ceduto al Guaratinguetá con la formula del prestito. Con questa maglia ha esordito in Série B, schierato titolare nella sconfitta esterna per 2-0 in casa del Bragantino. Il 5 ottobre ha trovato la prima rete in questa divisione, nella sconfitta per 3-2 sul campo dell'Icasa.
Tornato al Botafogo-SP, ha giocato il campionato Paulista 2014 con questa squadra, per poi essere ceduto al Criciúma, in Série A, sempre con la formula del prestito. Ha giocato la prima partita il 20 aprile, nella sconfitta interna per 1-2 contro il Palmeiras. Il 28 agosto ha giocato la prima partita nella Coppa Sudamericana 2014, sfida vinta per il 2-1 contro il San Paolo.
Terminato il prestito, è stato ceduto a titolo definitivo al Fluminense. Ha giocato la prima partita il 9 maggio, gara coincisa con una vittoria interna per 1-0 contro il Joinville. È rimasto in squadra per due stagioni, totalizzando 26 presenze nella Série A.
Il 3 febbraio 2017 è passato ufficialmente al Náutico, compagine militante in Série B.

## Statistiche

### Presenze e reti nei club
Statistiche aggiornate al 7 marzo 2017.
| Stagione           | Club               | Campionato         | Campionato | Campionato | Coppe nazionali | Coppe nazionali | Coppe nazionali | Coppe continentali | Coppe continentali | Coppe continentali | Supercoppe | Supercoppe | Supercoppe | Totale | Totale |
| Stagione           | Club               | Comp               | Pres       | Reti       | Comp            | Pres            | Reti            | Comp               | Pres               | Reti               | Comp       | Pres       | Reti       | Pres   | Reti   |
| ------------------ | ------------------ | ------------------ | ---------- | ---------- | --------------- | --------------- | --------------- | ------------------ | ------------------ | ------------------ | ---------- | ---------- | ---------- | ------ | ------ |
| 2010               | Noroeste           | A2/SP              | 2          | 0          | CB              | -               | -               | -                  | -                  | -                  | -          | -          | -          | 2      | 0      |
| 2011               | Noroeste           | A2/SP              | 8          | 1          | CB              | -               | -               | -                  | -                  | -                  | -          | -          | -          | 8      | 1      |
| 2012               | Noroeste           | A2/SP              | 2          | 0          | CB              | -               | -               | -                  | -                  | -                  | -          | -          | -          | 2      | 0      |
| Totale Noroeste    | Totale Noroeste    | Totale Noroeste    | 12         | 1          |                 | -               | -               |                    | -                  | -                  |            | -          | -          | 12     | 1      |
| gen.-mag. 2013     | Botafogo-SP        | A1/SP              | 7          | 1          | CB              | -               | -               | -                  | -                  | -                  | -          | -          | -          | 7      | 1      |
| mag.-dic. 2013     | Guaratinguetá      | B                  | 9          | 1          | CB              | ?               | ?               | -                  | -                  | -                  | -          | -          | -          | 9+     | 1+     |
| gen.-apr. 2014     | Botafogo-SP        | A1/SP              | 13         | 0          | CB              | -               | -               | -                  | -                  | -                  | -          | -          | -          | 13     | 0      |
| Totale Botafogo-SP | Totale Botafogo-SP | Totale Botafogo-SP | 20         | 1          |                 | -               | -               |                    | -                  | -                  |            | -          | -          | 20     | 1      |
| apr.-dic. 2014     | Criciúma           | A                  | 26         | 0          | CB              | 1               | 0               | CS                 | 2                  | 0                  | -          | -          | -          | 29     | 0      |
| 2015               | Fluminense         | A/RJ+A             | 15+12      | 1+0        | CB              | ?               | ?               | -                  | -                  | -                  | -          | -          | -          | 27+    | 1+     |
| 2016               | Fluminense         | A/RJ+A             | 9+14       | 0          | CB              | 2               | 0               | -                  | -                  | -                  | -          | -          | -          | 25+    | 0+     |
| Totale Fluminense  | Totale Fluminense  | Totale Fluminense  | 24+26      | 1+0        |                 | 2+              | 0+              |                    | -                  | -                  |            | -          | -          | 52+    | 1+     |
| 2017               | Náutico            | A1/PE+B            | 2+0        | 0          | CB              | 1               | 0               | -                  | -                  | -                  | -          | -          | -          | 3      | 0      |
| Totale             | Totale             | Totale             | 58+61      | 3+1        |                 | 4+              | 0+              |                    | 2                  | 0                  |            | -          | -          | 125+   | 4+     |